# Я зібрав свою сумку
«Я зібрав свою сумку» — гра на пам'ять, у яку часто грають як в автомобільну гру. У традиційній версії гри одна людина каже: «Я зібрав свою сумку і поклав у неї…», і називає будь-який предмет. Наступна людина каже: «Я зібрав свою сумку і поклав у неї…», повторюючи попередню пропозицію і додаючи свою. Учасники гри додають дедалі більше предметів і в ній залишаються. Гравця дискваліфікують, якщо він забуває один із попередніх предметів або не може придумати новий предмет, який можна покласти в сумку. Гра триває, поки всі, крім переможця, не будуть дискваліфіковані.

## Приклад
Гра, яка почалася з «Я зібрав свою сумку і поклав у неї зубну щітку», після шести подальших ходів може виглядати приблизно так: «Я спакував свою сумку і поклав у неї зубну щітку, волейбольний м'яч, комікс, банан, колоду карт, бейсболку і намет».

## Варіанти

### Алфавітний
Поширеним варіантом гри є те, що перелічені предмети повинні бути в алфавітному порядку, тому перша людина повинна вибрати предмет, що починається на букву А, предмет другої людини повинен починатися на букву Б і так далі. Як альтернатива, об'єкти можна називати в будь-якому алфавітному порядку, але без повторення попередньої початкової літери.

### Сценарій
Інші варіації передбачають використання сценарію, відмінного від збирання сумки. Наприклад, «Я пішов у зоопарк і побачив…» дотримуючись тих самих правил, що й будь-який із вищезазначених варіантів. У гру також можна грати як «Я зібрав сумку бабусі», «Я пішов на пікнік» або «Я пішов до магазинів».